# 석송
석송(石松)은 석송과에 딸린 늘푸른양치식물이다. 포자가 붙어 있고, 소나무와 같다. 줄기는 지름 5mm로 길게 지표를 기며 잎은 바늘 모양이다. 어긋나는 곁가지는 직립하며 분지한다. 가지의 끝에는 원기둥 모양이며 길이 5cm 정도의 포자낭 이삭이 난다. 포자는 석송자라 하며 지방유가 40-50% 함유되어 있기 때문에 방습성이 있다. 이 때문에 예전에는 환약의 피복으로 이용하거나 베이비파우더에 섞어서 이용하였다. 또한 불꽃의 섬광제, 주형의 분형제 등에 이용되기도 하였다. 풀을 달여 먹으면 이뇨나 통경의 효과가 있다고 한다.